# Pennatula bayeri
Pennatula bayeri is een Pennatulaceasoort uit de familie van de Pennatulidae. De wetenschappelijke naam van de soort is voor het eerst geldig gepubliceerd in 2001 door Barreira e Castro & Semaro de Medeiros.